# 2010年ウィンブルドン選手権
2010年ウィンブルドン選手権 (2010ねんウィンブルドンせんしゅけん、2010 Wimbledon Championships) は、イギリス・ロンドン郊外にある「オールイングランド・ローンテニス・アンド・クローケー・クラブ」にて、2010年6月21日から7月4日にかけて開催されたITFグランドスラム大会の一つである。サーフェスはグラスコート。本年3大会目のグランドスラム大会であり、今大会で第124回大会となる。大会4日目の6月24日には、1977年ウィンブルドン選手権以来33年ぶりにイギリス女王エリザベス2世の大会観戦が行われた。男子シングルスではラファエル・ナダルがトマーシュ・ベルディハを下して2008年以来2度目の優勝を果たし、女子シングルスではセリーナ・ウィリアムズがベラ・ズボナレワを下して通算4度目、2002年～2003年に続く自身2度目の大会連覇を果たした。

## シングルス本戦出場選手
男子シングルス
| 優勝                              | 優勝                            | 準優勝                                | 準優勝                              |
| --------------------------------- | ------------------------------- | ------------------------------------- | ----------------------------------- |
| ラファエル・ナダル (2)            | ラファエル・ナダル (2)          | トマーシュ・ベルディハ (12)           | トマーシュ・ベルディハ (12)         |
| 準決勝敗退                        |                                 |                                       |                                     |
| ノバク・ジョコビッチ (3)          | ノバク・ジョコビッチ (3)        | アンディ・マリー (4)                  | アンディ・マリー (4)                |
| 準々決勝敗退                      |                                 |                                       |                                     |
| ロジャー・フェデラー (1)          | 盧彦勳                          | ジョー＝ウィルフリード・ツォンガ (10) | ロビン・セーデリング (6)            |
| 4回戦敗退                         |                                 |                                       |                                     |
| ユルゲン・メルツァー (16)         | ダニエル・ブランズ              | レイトン・ヒューイット (15)           | アンディ・ロディック (5)            |
| ジュリアン・ベネトー (32)         | サム・クエリー (18)             | ダビド・フェレール (9)                | ポール＝アンリ・マチュー            |
| 3回戦敗退                         |                                 |                                       |                                     |
| アルノー・クレマン                | フェリシアーノ・ロペス (22)     | デニス・イストミン                    | ビクトル・ハネスク (31)             |
| アルベルト・モンタニェス (28)     | ガエル・モンフィス (21)         | フロリアン・マイヤー                  | フィリップ・コールシュライバー (29) |
| ファビオ・フォニーニ              | トビアス・カンケ (Q)            | グザビエ・マリス                      | ジル・シモン (26)                   |
| トマス・ベルッシ (25)             | ジェレミー・シャルディー        | ティエモ・デ・バッカー                | フィリップ・ペッツシュナー (33)     |
| 2回戦敗退                         |                                 |                                       |                                     |
| イリヤ・ボゾリャック (Q)          | ピーター・ルクザック            | リカルダス・ベランキス                | ビクトル・トロイツキ                |
| ベンジャミン・ベッカー            | ライナー・シュットラー          | マルセル・イルハン (Q)                | ニコライ・ダビデンコ (7)            |
| テイラー・デント (Q)              | ブレンダン・エバンス (Q)        | カロル・ベック                        | エフゲニー・コロレフ                |
| マーディ・フィッシュ              | ミハル・プルジシエツニ          | ティムラズ・ガバシュビリ (WC)         | ミカエル・ロドラ                    |
| マイケル・ラッセル                | アンドレアス・ベック            | アンドレアス・セッピ                  | アレクサンドル・ドルゴポロフ        |
| ユリアン・ライスター (LL)         | イワン・ドディグ (Q)            | イリヤ・マルチェンコ                  | ヤルコ・ニエミネン                  |
| マルセル・グラノリェルス          | マルティン・フィッシャー (Q)    | ルカシュ・ラツコ                      | フロラン・セラ                      |
| ミハイル・ユージニー (13)         | ジョン・イスナー (23)           | ルカシュ・クボット                    | ロビン・ハーセ                      |
| 1回戦敗退                         |                                 |                                       |                                     |
| アレハンドロ・ファジャ            | ニコラス・マスー                | ヤンコ・ティプサレビッチ              | トミー・ロブレド (30)               |
| ジェシー・レヴィン (LL)           | カーステン・ボール (Q)          | イゴール・クニツィン                  | ダスティン・ブラウン                |
| アンドレイ・ゴルベフ              | ライアン・スウィーティング (LL) | ドミトリー・トゥルスノフ              | スタニスラス・ワウリンカ (22)       |
| アンドレイ・クズネツォフ (WC)     | マルコス・ダニエル              | イーゴリ・アンドレエフ                | ケビン・アンダーソン                |
| オリビエ・ロクス                  | フアン・イグナシオ・チェラ      | ジェス・ウタ・ガルング (Q)            | パオロ・ロレンツィ                  |
| レオナルド・マイエル              | サンティアゴ・ベントゥーラ (LL) | エドゥアルド・シュワンク              | マキシモ・ゴンサレス                |
| マリン・チリッチ (11)             | バーナード・トミック (Q)        | オラシオ・セバジョス                  | イワン・リュビチッチ (17)           |
| ポティート・スタラーチェ          | ラモン・デルガド (LL)           | ジェシー・ウィッテン (Q)              | ラジーブ・ラム                      |
| フェルナンド・ベルダスコ (8)      | ペレ・リバ                      | ジェイミー・ベイカー (WC)             | クリストフ・ブリーゲン              |
| ニコラス・アルマグロ (19)         | ギリェルモ・ガルシア＝ロペス    | マルコ・チウディネリ                  | ロバート・ケンドリック (Q)          |
| フアン・カルロス・フェレーロ (14) | リック・デフェスト (Q)          | オスカー・エルナンデス                | セルギ・スタコフスキ                |
| ギリェルモ・アルカイデ (Q)        | ミハエル・ベレール              | ステファン・クーベック (LL)           | ヤン・ハジェク                      |
| ロビー・ジネプリ                  | フレデリコ・ジル                | 添田豪 (LL)                           | リカルド・メロ                      |
| マルコス・バグダティス (24)       | ダニエル・ヒメノ＝トラバー      | シモン・グロイル                      | ニコラス・キーファー (WC)           |
| ドゥディ・セラ                    | マルク・ジケル                  | サンティアゴ・ヒラルド                | ニコラ・マユ (Q)                    |
| ステファン・ロベール              | ブラズ・カブチッチ              | ジェームズ・ブレーク                  | 錦織圭                              |

女子シングルス
| 優勝                                  | 優勝                             | 準優勝                            | 準優勝                           |
| ------------------------------------- | -------------------------------- | --------------------------------- | -------------------------------- |
| セリーナ・ウィリアムズ (1)            | セリーナ・ウィリアムズ (1)       | ベラ・ズボナレワ (21)             | ベラ・ズボナレワ (21)            |
| 準決勝敗退                            |                                  |                                   |                                  |
| ペトラ・クビトバ                      | ペトラ・クビトバ                 | ツベタナ・ピロンコバ              | ツベタナ・ピロンコバ             |
| 準々決勝敗退                          |                                  |                                   |                                  |
| 李娜 (9)                              | カイア・カネピ (Q)               | キム・クライシュテルス (8)        | ビーナス・ウィリアムズ (2)       |
| 4回戦敗退                             |                                  |                                   |                                  |
| マリア・シャラポワ (16)               | アグニエシュカ・ラドワンスカ (7) | キャロライン・ウォズニアッキ (3)  | クララ・ザコパロバ               |
| ジュスティーヌ・エナン (17)           | エレナ・ヤンコビッチ (4)         | マリオン・バルトリ (11)           | ヤルミラ・グロート               |
| 3回戦敗退                             |                                  |                                   |                                  |
| ドミニカ・チブルコバ                  | バルボラ・ザラボバ・ストリコバ   | アナスタシア・ロディオノワ        | サラ・エラニ (32)                |
| アナスタシア・パブリュチェンコワ (29) | ビクトリア・アザレンカ (14)      | フラビア・ペンネッタ (10)         | アレクサンドラ・ドゥルゲル (31)  |
| マリア・キリレンコ (27)               | ナディア・ペトロワ (12)          | ヤニナ・ウィックマイヤー (15)     | アリョーナ・ボンダレンコ (28)    |
| レジナ・クリコワ                      | グレタ・アルン (Q)               | アンゲリク・ケルバー              | アリサ・クレイバノワ (26)        |
| 2回戦敗退                             |                                  |                                   |                                  |
| アンナ・チャクベタゼ                  | 森田あゆみ                       | ダニエラ・ハンチュコバ (24)       | イオアナ・ラルカ・オラル         |
| 奈良くるみ (Q)                        | スベトラーナ・クズネツォワ (19)  | アランチャ・パラ・サントンハ      | アルベルタ・ブリアンティ         |
| 張凱貞                                | ロベルタ・ビンチ                 | 鄭潔 (23)                         | ボヤナ・ヨバノフスキ             |
| モニカ・ニクレスク                    | アラバン・レザイ (18)            | ロミナ・オプランディ              | エディナ・ガロビッツ             |
| カロリナ・スプレム                    | シーネイ・ペリー (Q)             | クリスティナ・バロイス            | 詹詠然                           |
| キルステン・フリプケンス              | アンドレア・フラバーチコバ       | バーバラ・レプチェンコ            | アレクサンドラ・ウォズニアク     |
| ベラ・ドゥシェビナ                    | ヤロスラワ・シュウェドワ (30)    | アリシア・モリク                  | ペトラ・マルティッチ             |
| シャハー・ピアー (13)                 | メラニー・ウダン (33)            | アーラ・クドリャフツェワ          | エカテリーナ・マカロワ           |
| 1回戦敗退                             |                                  |                                   |                                  |
| ミシェル・ラルシェル・デ・ブリート    | アンドレア・ペトコビッチ         | タマリネ・タナスガーン            | ルーシー・サファロバ (25)        |
| バニア・キング                        | エレーナ・ベスニナ               | アリーゼ・コルネ                  | アナスタシア・ピボバロワ (LL)    |
| シャネル・シェパーズ (WC)             | マリアナ・デュケ・マリノ         | アン・ケタボング                  | アクグル・アマンムラドワ         |
| ジュリー・クワン                      | オリガ・ゴボツォワ               | ジル・クレイバス                  | メリンダ・ツィンク               |
| タチアナ・ガルビン                    | アランチャ・ルス                 | シビル・バンマー                  | イベタ・ベネソバ                 |
| ポーリーン・パルメンティエ            | ソラナ・チルステア               | ケイシー・デラクア (PR)           | ミリヤナ・ルチッチ (Q)           |
| アナベル・メディナ・ガリケス          | ヒセラ・ドゥルコ                 | イボンヌ・モイスブルガー          | マグダレナ・リバリコバ           |
| クルム伊達公子                        | ヘザー・ワトソン (WC)            | ティメア・バシンスキー            | サマンサ・ストーサー (6)         |
| マリア・エレナ・カメリン              | ベサニー・マテック＝サンズ (Q)   | アナスタシア・ヤキモワ (Q)        | シュテファニー・フェーゲレ       |
| アナスタシヤ・セバストワ              | マリヤ・コリツェワ               | パティ・シュナイダー              | タチアナ・マレク                 |
| アリソン・リスク (WC)                 | ステファニー・デュボア (LL)      | ノッパワン・ラトチェワカーン (WC) | ヌリア・リャゴステラ・ビベス (Q) |
| ケイティ・オブライエン                | ルーシー・ハラデツカ             | エレニ・ダニリドゥ (Q)            | ローラ・ロブソン (WC)            |
| フランチェスカ・スキアボーネ (5)      | アナ・ラプシュチェンコワ         | メラニー・サウス (WC)             | ポロナ・ヘルツォグ               |
| カテリナ・ボンダレンコ (34)           | ズザナ・クコバ                   | エレナ・バルタチャ                | ユリア・ゲルゲス                 |
| アナ・イバノビッチ                    | サニア・ミルザ                   | レナタ・ボラコバ                  | アンナ＝レナ・グローネフェルト   |
| サンドラ・ザラボバ                    | ソフィア・アルビドソン           | アグネシュ・サバイ                | ロザンナ・デ・ロス・リオス       |

## 大会経過

### 1日目 (6月21日)
男子シングルス1回戦では、第1シードのロジャー・フェデラーの他、ノバク・ジョコビッチ、アンディ・ロディック、ニコライ・ダビデンコら上位シード勢は順当に勝ち上がったが、第11シードのマリン・チリッチがフロリアン・マイヤーに、第17シードイワン・リュビチッチがミハル・プルジシエツニに、第22シードのスタニスラス・ワウリンカがデニス・イストミンに、第30シードのトミー・ロブレドがピーター・ルクザックにそれぞれ敗れる波乱があった。
女子シングルス1回戦では今年の全仏オープン女子シングルス優勝者の第5シードフランチェスカ・スキアボーネがベラ・ドゥシェビナに、第34シードのカテリナ・ボンダレンコがグレタ・アルンにそれぞれ敗れる波乱があった。
- シード落ち:
  - 男子シングルス:  マリン・チリッチ,  イワン・リュビチッチ,  トミー・ロブレド,  スタニスラス・ワウリンカ
  - 女子シングルス:  フランチェスカ・スキアボーネ,  カテリナ・ボンダレンコ
- 試合日程

| メインコートの試合  | メインコートの試合                                   | メインコートの試合                                   | メインコートの試合            |
| センターコート      | センターコート                                       | センターコート                                       | センターコート                |
| 試合                | 勝者                                                 | 敗者                                                 | 試合結果                      |
| ------------------- | ---------------------------------------------------- | ---------------------------------------------------- | ----------------------------- |
| 男子シングルス1回戦 | ロジャー・フェデラー vs アレハンドロ・ファジャ       | ロジャー・フェデラー vs アレハンドロ・ファジャ       | 5–7, 4–6, 6–4, 7–6(1), 6–0    |
| 女子シングルス1回戦 | エレナ・ヤンコビッチ vs ローラ・ロブソン             | エレナ・ヤンコビッチ vs ローラ・ロブソン             | 6–3, 7–6(5)                   |
| 男子シングルス1回戦 | ノバク・ジョコビッチ vs オリビエ・ロクス             | ノバク・ジョコビッチ vs オリビエ・ロクス             | 4–6, 6–2, 3–6, 6–4, 6–2       |
| No. 1コート         |                                                      |                                                      |                               |
| 試合                | 勝者                                                 | 敗者                                                 | 試合結果                      |
| 男子シングルス1回戦 | ニコライ・ダビデンコ vs ケビン・アンダーソン         | ニコライ・ダビデンコ vs ケビン・アンダーソン         | 3–6, 6–7(3), 7–6(3), 7–5, 9–7 |
| 男子シングルス1回戦 | アンディ・ロディック vs ラジーブ・ラム               | アンディ・ロディック vs ラジーブ・ラム               | 6–3, 6–2, 6–2                 |
| 女子シングルス1回戦 | ビーナス・ウィリアムズ vs ロザンナ・デ・ロス・リオス | ビーナス・ウィリアムズ vs ロザンナ・デ・ロス・リオス | 6–3, 6–2                      |
| No. 2コート         |                                                      |                                                      |                               |
| 試合                | 勝者                                                 | 敗者                                                 | 試合結果                      |
| 女子シングルス1回戦 | キム・クライシュテルス vs タチアナ・マレク           | キム・クライシュテルス vs タチアナ・マレク           | 6-0 6-3                       |
| 男子シングルス1回戦 | マーディ・フィッシュ vs バーナード・トミック         | マーディ・フィッシュ vs バーナード・トミック         | 6-3, 7-6(8), 6-2              |
| 女子シングルス1回戦 | ベラ・ドゥシェビナ vs フランチェスカ・スキアボーネ   | ベラ・ドゥシェビナ vs フランチェスカ・スキアボーネ   | 6-7(0), 7-5, 6-1              |
| 男子シングルス1回戦 | レイトン・ヒューイット vs マキシモ・ゴンサレス       | レイトン・ヒューイット vs マキシモ・ゴンサレス       | 5-7, 6-0, 6-2, 6-2            |

### 2日目 (6月22日)
- シード落ち:
  - 男子シングルス:  ニコラス・アルマグロ,  マルコス・バグダティス,  フアン・カルロス・フェレーロ,  フェルナンド・ベルダスコ
  - 女子シングルス:  サマンサ・ストーサー,  ルーシー・サファロバ

試合日程
| メインコートの試合  | メインコートの試合                            | メインコートの試合                            | メインコートの試合            |
| センターコート      | センターコート                                | センターコート                                | センターコート                |
| 試合                | 勝者                                          | 敗者                                          | 試合結果                      |
| ------------------- | --------------------------------------------- | --------------------------------------------- | ----------------------------- |
| 女子シングルス1回戦 | セリーナ・ウィリアムズ [1]                    | ミシェル・ラルシェル・デ・ブリート            | 6–0, 6–4                      |
| 男子シングルス1回戦 | ラファエル・ナダル [2]                        | 錦織圭                                        | 6–2, 6–4, 6–4                 |
| 男子シングルス1回戦 | ロビン・セーデリング [6]                      | ロビー・ジネプリ                              | 6–2, 6–2, 6–3                 |
| 女子シングルス1回戦 | ビクトリア・アザレンカ [14]                   | ミリヤナ・ルチッチ [Q]                        | 6–3, 6–3                      |
| No. 1コート         |                                               |                                               |                               |
| 試合                | 勝者                                          | 敗者                                          | 試合結果                      |
| 男子シングルス1回戦 | ジョー＝ウィルフリード・ツォンガ [10]         | ロバート・ケンドリック [Q]                    | 7–6(2), 7–6(6), 3–6, 6–4      |
| 男子シングルス1回戦 | アンディ・マリー [4]                          | ヤン・ハジェク                                | 7–5, 6–1, 6–2                 |
| 女子シングルス1回戦 | キャロライン・ウォズニアッキ [3]              | タチアナ・ガルビン                            | 6–1, 6–1                      |
| 女子シングルス1回戦 | ダニエラ・ハンチュコバ [24] vs バニア・キング | ダニエラ・ハンチュコバ [24] vs バニア・キング | 6–7(4), 7–6(4) (雨天順延)     |
| No. 2コート         |                                               |                                               |                               |
| 試合                | 勝者                                          | 敗者                                          | 試合結果                      |
| 女子シングルス1回戦 | スベトラーナ・クズネツォワ [19]               | アクグル・アマンムラドワ                      | 6–2, 6–7(5), 6–4              |
| 男子シングルス1回戦 | ダビド・フェレール [9]                        | ニコラス・キーファー [WC]                     | 6–4, 6–2, 6–3                 |
| 女子シングルス1回戦 | マリア・シャラポワ [16]                       | アナスタシア・ピボバロワ [LL]                 | 6–1, 6–0                      |
| 男子シングルス1回戦 | グザビエ・マリス                              | フアン・カルロス・フェレーロ [14]             | 6–2, 6–7(6), 7–6(5), 4–6, 6–1 |

### 3日目 (6月23日)
- シード落ち:
  - 男子シングルス:  ニコライ・ダビデンコ
  - 女子シングルス:   メラニー・ウダン,  シャハー・ピアー,  ヤロスロワ・シュウェドワ
  - 男子ダブルス:  ルカシュ・クボット /  オリバー・マラチ

試合日程
| メインコートの試合  | メインコートの試合                                                                                           | メインコートの試合                                                                                           | メインコートの試合       |
| センターコート      | センターコート                                                                                               | センターコート                                                                                               | センターコート           |
| 試合                | 勝者 | 敗者 | 試合結果                 |
| ------------------- | --- | --- | ------------------------ |
| 男子シングルス2回戦 | アンディ・ロディック [5]                                                                                     | ミカエル・ロドラ                                                                                             | 4–6, 6–4, 6–1, 7–6(2)    |
| 女子シングルス2回戦 | ビーナス・ウィリアムズ [2]                                                                                   | エカテリーナ・マカロワ                                                                                       | 6–0, 6–4                 |
| 男子シングルス2回戦 | ノバク・ジョコビッチ [3]                                                                                     | テーラー・デント                                                                                             | 7–6(5), 6–1, 6–4         |
| 女子ダブルス1回戦   | サラ・ボーウェル / ラクエル・コップス＝ジョーンズ vs リーゼル・フーバー [5] / ベサニー・マテック＝サンズ [5] | サラ・ボーウェル / ラクエル・コップス＝ジョーンズ vs リーゼル・フーバー [5] / ベサニー・マテック＝サンズ [5] | 7–6(1), 3–6 (雨天順延)   |
| No. 1コート         | | |                          |
| 試合                | 勝者 | 敗者 | 試合結果                 |
| 女子シングルス2回戦 | キム・クライシュテルス [8]                                                                                   | カロリナ・スプレム                                                                                           | 6–3, 6–2                 |
| 男子シングルス2回戦 | レイトン・ヒューイット [15]                                                                                  | エフゲニー・コロレフ                                                                                         | 6–4, 6–4, 3–0 ret        |
| 男子シングルス2回戦 | ロジャー・フェデラー [1]                                                                                     | イリヤ・ボゾリャック                                                                                         | 6–3, 6–7(4), 6–4, 7–6(5) |
| 女子ダブルス1回戦   | ユリア・ゲルゲス アグネシュ・サバイ                                                                          | ナオミ・カバディー [WC] アンナ・スミス [WC]                                                                  | 4–6, 6–4, 6–1            |
| No. 2コート         | | |                          |
| 試合                | 勝者 | 敗者 | 試合結果                 |
| 女子シングルス2回戦 | ジュスティーヌ・エナン [17]                                                                                  | クリスティナ・バロイス                                                                                       | 6–3, 7–5                 |
| 男子シングルス2回戦 | ガエル・モンフィス [21]                                                                                      | カロル・ベック                                                                                               | 6–4, 6–4, 6–7(4), 6–4    |
| 男子シングルス2回戦 | トマーシュ・ベルディハ [12]                                                                                  | ベンジャミン・ベッカー                                                                                       | 7–5, 6–3, 6–4            |
| 女子シングルス2回戦 | エレナ・ヤンコビッチ [4]                                                                                     | アレクサンドラ・ウォズニアク                                                                                 | 4–6, 6–2, 6–4            |

### 4日目 (6月24日)
- シード落ち:
  - 女子シングルス:  スベトラーナ・クズネツォワ,  ダニエラ・ハンチュコバ,  アラバン・レザイ,  鄭潔
  - 男子ダブルス:  マーディ・フィッシュ /  マーク・ノウルズ
  - 女子ダブルス:  詹詠然 /  鄭潔,  アリシア・ロソルスカ /  晏紫

試合日程
| メインコートの試合  | メインコートの試合                    | メインコートの試合                          | メインコートの試合              |
| センターコート      | センターコート                        | センターコート                              | センターコート                  |
| 試合                | 勝者                                  | 敗者                                        | 試合結果                        |
| ------------------- | ------------------------------------- | ------------------------------------------- | ------------------------------- |
| 男子シングルス2回戦 | アンディ・マリー [4]                  | ヤルコ・ニエミネン                          | 6–4, 6–3, 6–2                   |
| 女子シングルス2回戦 | キャロライン・ウォズニアッキ [3]      | 張凱貞                                      | 6–4, 6–3                        |
| 男子シングルス2回戦 | ラファエル・ナダル [2]                | ロビン・ハーセ                              | 5–7, 6–2, 3–6, 6–0, 6–3         |
| 女子ダブルス1回戦   | エレナ・バルタチャ オルガ・サブチェク | レジーナ・クリコワ アナスタシヤ・セバストワ | 6–3, 6–3                        |
| No. 1コート         |                                       |                                             |                                 |
| 試合                | 勝者                                  | 敗者                                        | 試合結果                        |
| 女子シングルス2回戦 | マリア・シャラポワ [16]               | イオアナ・ラルカ・オラル                    | 6–1, 6–4                        |
| 男子シングルス2回戦 | ロビン・セーデリング [6]              | マルセル・グラノリェルス                    | 7–5, 6–1, 6–4                   |
| 男子シングルス2回戦 | サム・クエリー [18]                   | イワン・ドディグ [Q]                        | 6–2, 5–7, 6–3, 7–6(10)          |
| 女子ダブルス1回戦   | カイア・カネピ [Q] 張帥 [Q]           | サリー・ピアーズ [WC] ローラ・ロブソン [WC] | 6–2, 6–4                        |
| No. 2コート         |                                       |                                             |                                 |
| 試合                | 勝者                                  | 敗者                                        | 試合結果                        |
| 男子シングルス2回戦 | ジョー＝ウィルフリード・ツォンガ [10] | アレクサンドル・ドルゴポロフ                | 6–4, 6–4, 6–7(5), 5–7, 10–8     |
| 男子シングルス2回戦 | ダビト・フェレール [9]                | フローラン・セラ                            | 6–4, 7–5, 6–7(6), 6–3           |
| 女子シングルス2回戦 | セリーナ・ウィリアムズ [1]            | アナ・チャクベタゼ                          | 6–0, 6–1                        |
| その他のコート      |                                       |                                             |                                 |
| No. 18コート        |                                       |                                             |                                 |
| 男子シングルス1回戦 | ジョン・イスナー [23]                 | ニコラ・マユ                                | 6–4, 3–6, 6–7(7), 7–6(3), 70–68 |

### 5日目 (6月25日)
- シード落ち:
  - 男子シングルス:  ビクトル・ハネスク,  ジョン・イスナー,  フィリップ・コールシュライバー,  フェリシアーノ・ロペス,  ガエル・モンフィス,  アルベルト・モンタニェス,  ミハイル・ユージニー
  - 女子シングルス:  アリョーナ・ボンダレンコ,  マリア・キリレンコ,  アリサ・クレイバノワ,  ナディア・ペトロワ,  ヤニア・ウィックマイヤー
  - 男子ダブルス:  フランティシェク・チェルマク /  ミハル・メルティナク,  ルーカス・ドロウヒー /  リーンダー・パエス
  - 女子ダブルス:  マリア・キリレンコ /  アグニエシュカ・ラドワンスカ,  アリシア・ロソルスカ /  晏紫

試合日程
| メインコートの試合  | メインコートの試合                                    | メインコートの試合                            | メインコートの試合    |
| センターコート      | センターコート                                        | センターコート                                | センターコート        |
| 試合                | 勝者                                                  | 敗者                                          | 試合結果              |
| ------------------- | ----------------------------------------------------- | --------------------------------------------- | --------------------- |
| 女子シングルス3回戦 | ジュスティーヌ・エナン [17]                           | ナディア・ペトロワ [12]                       | 6–1, 6–4              |
| 男子シングルス3回戦 | レイトン・ヒューイット [15]                           | ガエル・モンフィス [21]                       | 6–3, 7–6(9), 6–4      |
| 男子シングルス3回戦 | ロジャー・フェデラー [1]                              | アルノー・クレマン                            | 6–2, 6–4, 6–2         |
| 混合ダブルス1回戦   | アンドレ・サ ベラ・ズボナレワ                         | ジェイミー・マリー [WC] ローラ・ロブソン [WC] | 6–3, 6–3              |
| No. 1コート         |                                                       |                                               |                       |
| 試合                | 勝者                                                  | 敗者                                          | 試合結果              |
| 男子シングルス3回戦 | ノバク・ジョコビッチ [3]                              | アルベルト・モンタニェス [28]                 | 6–1, 6–4, 6–4         |
| 女子シングルス3回戦 | ビーナス・ウィリアムズ [2]                            | アリサ・クレイバノワ [26]                     | 6–4, 6–2              |
| 男子シングルス3回戦 | アンディ・ロディック [5]                              | フィリップ・コールシュライバー [29]           | 7–5, 6–7(5), 6–3, 6–3 |
| No. 2コート         |                                                       |                                               |                       |
| 試合                | 勝者                                                  | 敗者                                          | 試合結果              |
| 女子シングルス3回戦 | キム・クライシュテルス [8]                            | マリア・キリレンコ [27]                       | 6–3, 6–3              |
| 女子シングルス3回戦 | エレナ・ヤンコビッチ [4]                              | アリョーナ・ボンダレンコ [28]                 | 6–0, 6–3              |
| 男子シングルス3回戦 | ユルゲン・メルツァー [16]                             | フェリシアーノ・ロペス [22]                   | 4–6, 6–3, 6–2, 6–4    |
| 女子ダブルス2回戦   | セリーナ・ウィリアムズ [1] ビーナス・ウィリアムズ [1] | ティメア・バシンスキー タチアナ・ガルビン     | 6–1, 7–6(2)           |

### 6日目 (6月26日)
- シード落ち:
  - 男子シングルス:  トマス・ベルッシ,  フィリップ・ペッツシュナー,  ジル・シモン
  - 女子シングルス:  ビクトリア・アザレンカ,  サラ・エラーニ,  アナスタシア・パブリュチェンコワ,  フラビア・ペンネッタ,  アレクサンドラ・ドゥルゲル
  - 男子ダブルス:  ダニエル・ネスター /  ネナド・ジモニッチ,  マルセロ・メロ /  ブルーノ・ソアレス,  マリウシュ・フィルステンベルク /  マルチン・マトコフスキ
  - 女子ダブルス:  荘佳容 /  オルガ・ゴヴォルツォバ,  モニカ・ニクルスク /  シャハー・ピアー,  ベラ・ドゥシェビナ /  エカテリーナ・マカロワ
  - 混合ダブルス:  オリバー・マラチ /  ヌリア・ラゴステラ・ビベス,  マヘシュ・ブパシ /  リーゼル・フーバー,  ロベルト・リンドステット /  エカテリーナ・マカロワ

試合日程
| メインコートの試合  | メインコートの試合                                    | メインコートの試合                                    | メインコートの試合         |
| センターコート      | センターコート                                        | センターコート                                        | センターコート             |
| 試合                | 勝者                                                  | 敗者                                                  | 試合結果                   |
| ------------------- | ----------------------------------------------------- | ----------------------------------------------------- | -------------------------- |
| 女子シングルス3回戦 | セリーナ・ウィリアムズ [1]                            | ドミニカ・チブルコバ                                  | 6–0, 7–5                   |
| 男子シングルス3回戦 | ラファエル・ナダル [2]                                | フィリップ・ペッツシュナー [33]                       | 6–4, 4–6, 6–7(5), 6–2, 6–3 |
| 男子シングルス3回戦 | アンディ・マリー [4]                                  | ジル・シモン [26]                                     | 6–1, 6–4, 6–4              |
| No. 1コート         |                                                       |                                                       |                            |
| 試合                | 勝者                                                  | 敗者                                                  | 試合結果                   |
| 男子シングルス3回戦 | ロビン・セーデリング [6]                              | トマス・ベルッシ [25]                                 | 6–4, 6–2, 7–5              |
| 女子シングルス3回戦 | マリア・シャラポワ [16]                               | バルボラ・ザラボバ・ストリコバ                        | 7–5, 6–3                   |
| 男子シングルス3回戦 | サム・クエリー [18]                                   | グザビエ・マリス                                      | 6–7(4), 6–4, 6–2, 5–7, 9–7 |
| No. 2コート         |                                                       |                                                       |                            |
| 試合                | 勝者                                                  | 敗者                                                  | 試合結果                   |
| 女子シングルス3回戦 | アグニエシュカ・ラドワンスカ [7]                      | サラ・エラーニ [32]                                   | 6–3, 6–1                   |
| 女子シングルス3回戦 | キャロライン・ウォズニアッキ [3]                      | アナスタシア・パブリュチェンコワ [29]                 | 7–5, 6–4                   |
| 男子シングルス3回戦 | ジョー＝ウィルフリード・ツォンガ [10]                 | トビアス・カンケ [Q]                                  | 6–1, 6–4, 7–6(1)           |
| 女子ダブルス3回戦   | セリーナ・ウィリアムズ [1] ビーナス・ウィリアムズ [1] | ドミニカ・チブルコバ アナスタシア・パブリュチェンコワ | 6–1, 6–2                   |

### ミドルサンデー (6月27日)
ミドルサンデーはウィンブルドンにおいて伝統的に休息日として設けられている。試合スケジュールの逼迫などの例外理由を除き、原則的にこの日に試合が行われる事はない。

### 7日目 (6月28日)
- シード落ち:
  - 男子シングルス:  ジュリアン・ベネトー,  ダビド・フェレール,  ユルゲン・メルツァー,  レイトン・ヒューイット,  サム・クエリー,  アンディ・ロディック
  - 女子シングルス:  マリオン・バルトリ,  ジュスティーヌ・エナン,  エレナ・ヤンコビッチ,  アグニエシュカ・ラドワンスカ,  マリア・シャラポワ,  キャロライン・ウォズニアッキ
  - 男子ダブルス:  ユリアン・ノール /  アンディ・ラム,  マヘシュ・ブパシ /  マックス・ミルヌイ,  シーモン・アスペリン /  ポール・ハンリー
  - 女子ダブルス:  ナディア・ペトロワ /  サマンサ・ストーサー,  カーラ・ブラック /  ダニエラ・ハンチュコバ,  謝淑薇 /  アラ・クドリャフツェワ
  - 混合ダブルス:  マルチン・マトコフスキ /  タチアナ・ガルビン,  アンディ・ラム /  エレーナ・ベスニナ

試合日程
| メインコートの試合  | メインコートの試合                              | メインコートの試合                                  | メインコートの試合               |
| センターコート      | センターコート                                  | センターコート                                      | センターコート                   |
| 試合                | 勝者                                            | 敗者                                                | 試合結果                         |
| ------------------- | ----------------------------------------------- | --------------------------------------------------- | -------------------------------- |
| 男子シングルス4回戦 | ロジャー・フェデラー [1]                        | ユルゲン・メルツァー [16]                           | 6–3, 6–2, 6–3                    |
| 女子シングルス4回戦 | セリーナ・ウィリアムズ [1]                      | マリア・シャラポワ [16]                             | 7–6(9), 6–4                      |
| 男子シングルス4回戦 | アンディ・マリー [4]                            | サム・クエリー [18]                                 | 7–5, 6–3, 6–4                    |
| 混合ダブルス2回戦   | ネナド・ジモニッチ [1] サマンサ・ストーサー [1] | コリン・フレミング [WC] サラ・ボーウェル [WC]       | 6–1, 6–4                         |
| No. 1コート         |                                                 |                                                     |                                  |
| 試合                | 勝者                                            | 敗者                                                | 試合結果                         |
| 女子シングルス4回戦 | キム・クライシュテルス [8]                      | ジュスティーヌ・エナン [17]                         | 2–6, 6–2, 6–3                    |
| 男子シングルス4回戦 | ノバク・ジョコビッチ [3]                        | レイトン・ヒューイット [15]                         | 7–5, 6–4, 3–6, 6–4               |
| 男子シングルス4回戦 | ラファエル・ナダル [2]                          | ポール＝アンリ・マチュー                            | 6–4, 6–2, 6–2                    |
| No. 2コート         |                                                 |                                                     |                                  |
| 試合                | 勝者                                            | 敗者                                                | 試合結果                         |
| 女子シングルス4回戦 | ビーナス・ウィリアムズ [2]                      | ヤルミラ・グロート                                  | 6–4, 7–6(5)                      |
| 女子シングルス4回戦 | ペトラ・クビトバ                                | キャロライン・ウォズニアッキ [3]                    | 6–2, 6–0                         |
| 男子シングルス4回戦 | 盧彦勳                                          | アンディ・ロディック [5]                            | 4–6, 7–6(3), 7–6(4), 6–7(5), 9–7 |
| 混合ダブルス2回戦   | ジョナサン・マレー アンナ・スミス               | マルチン・マトコフスキ [16] タチアナ・ガルビン [16] | 7–6(6), 6–7(3), 6–4              |

### 8日目 (6月29日)
- シード落ち:
  - 女子シングルス:  ビーナス・ウィリアムズ,  キム・クライシュテルス,  李娜
  - 男子ダブルス:  マルセル・グラノリェルス /  トミー・ロブレド,  ジュリアン・ベネトー /  ミカエル・ロドラ
  - 女子ダブルス:  イベタ・ベネソバ /  バルボラ・ザラボバ・ストリコバ
  - 混合ダブルス:  ダニエル・ネスター /  ベサニー・マテック＝サンズ,  マックス・ミルヌイ /  アリサ・クレイバノワ

試合日程
| メインコートの試合     | メインコートの試合                                | メインコートの試合                                  | メインコートの試合    |
| センターコート         | センターコート                                    | センターコート                                      | センターコート        |
| 試合                   | 勝者                                              | 敗者                                                | 試合結果              |
| ---------------------- | ------------------------------------------------- | --------------------------------------------------- | --------------------- |
| 女子シングルス準々決勝 | ベラ・ズボナレワ [21]                             | キム・クライシュテルス [8]                          | 3–6, 6–4, 6–2         |
| 女子シングルス準々決勝 | セリーナ・ウィリアムズ [1]                        | 李娜 [9]                                            | 7–5, 6–3              |
| 男子ダブルス3回戦      | ボブ・ブライアン [2] マイク・ブライアン [2]       | カーステン・ボール クリス・グッチョーネ             | 6–4, 6–4, 7–6(5)      |
| 女子ダブルス招待部門   | マルチナ・ナブラチロワ ヤナ・ノボトナ             | コンチタ・マルティネス ナタリー・トージア           | 7–5, 6–1              |
| No. 1コート            |                                                   |                                                     |                       |
| 試合                   | 勝者                                              | 敗者                                                | 試合結果              |
| 女子シングルス準々決勝 | ツベタナ・ピロンコバ                              | ビーナス・ウィリアムズ [2]                          | 6–2, 6–3              |
| 女子シングルス準々決勝 | ペトラ・クビトバ                                  | カイア・カネピ [Q]                                  | 4–6, 7–6(8), 8–6      |
| 男子ダブルス準々決勝   | ロベルト・リンドステット [16] ホリア・テカウ [16] | マルセル・グラノリェルス [11] トミー・ロブレド [11] | 7–6(5), 6–2, 2–6, 6–4 |

### 9日目 (6月30日)
- シード落ち:
  - 男子シングルス:  ロジャー・フェデラーr,  ロビン・セーデリング,  ジョー＝ウィルフリード・ツォンガ
  - 男子ダブルス:   ボブ・ブライアン /  マイク・ブライアン
  - 女子ダブルス:  セリーナ・ウィリアムズ /  ビーナス・ウィリアムズ,  クベタ・ペシュケ /  カタリナ・スレボトニク,  リサ・レイモンド /  レネ・スタブス
  - 混合ダブルス:  ネナド・ジモニッチ /  サマンサ・ストーサー,  マーク・ノウルズ /  カタリナ・スレボトニク,  マリウシュ・フィルステンベルク /  晏紫

試合日程
| メインコートの試合     | メインコートの試合                                    | メインコートの試合                      | メインコートの試合       |
| センターコート         | センターコート                                        | センターコート                          | センターコート           |
| 試合                   | 勝者                                                  | 敗者                                    | 試合結果                 |
| ---------------------- | ----------------------------------------------------- | --------------------------------------- | ------------------------ |
| 男子シングルス準々決勝 | トマーシュ・ベルディハ [12]                           | ロジャー・フェデラー [1]                | 6–4, 3–6, 6–1, 6–4       |
| 男子シングルス準々決勝 | アンディ・マリー [4]                                  | ジョー＝ウィルフリード・ツォンガ [10]   | 6–7(5), 7–6(3), 6–2, 6–2 |
| 女子ダブルス準々決勝   | リーゼル・フーバー [5] ベサニー・マテック＝サンズ [5] | リサ・レイモンド [7] レネ・スタブス [7] | 6–4, 6–3                 |
| No. 1コート            |                                                       |                                         |                          |
| 試合                   | 勝者                                                  | 敗者                                    | 試合結果                 |
| 男子シングルス準々決勝 | ノバク・ジョコビッチ [3]                              | 盧彦勳                                  | 6–3, 6–2, 6–2            |
| 男子シングルス準々決勝 | ラファエル・ナダル [2]                                | ロビン・セーデリング [6]                | 3–6, 6–3, 7–6(4), 6–1    |
| 女子ダブルス準々決勝   | ヒセラ・ドゥルコ [4] フラビア・ペンネッタ [4]         | ユリア・ゲルゲス アグネシュ・サバイ     | 6–2, 6–2                 |

### 10日目 (7月1日)
- シード落ち:
  - 男子ダブルス:  ウェスリー・ムーディ /  ディック・ノーマン
  - 混合ダブルス:  ポール・ハンリー /  詹詠然

試合日程
| メインコートの試合   | メインコートの試合                                | メインコートの試合                                  | メインコートの試合         |
| センターコート       | センターコート                                    | センターコート                                      | センターコート             |
| 試合                 | 勝者                                              | 敗者                                                | 試合結果                   |
| -------------------- | ------------------------------------------------- | --------------------------------------------------- | -------------------------- |
| 女子シングルス準決勝 | ベラ・ズボナレワ [21]                             | ツベタナ・ピロンコバ                                | 3–6, 6–3, 6–2              |
| 女子シングルス準決勝 | セリーナ・ウィリアムズ [1]                        | ペトラ・クビトバ                                    | 7–6(5), 6–2                |
| 男子ダブルス準決勝   | ロベルト・リンドステット [16] ホリア・テカウ [16] | フアン・イグナシオ・チェラ エドゥアルド・シュワンク | 6–4, 7–5, 6–2              |
| 女子ダブルス招待部門 | マルチナ・ヒンギス アンナ・クルニコワ             | ヘレナ・スコバ アンドレア・テメシュバリ             | 6–1, 6–4                   |
| No. 1コート          |                                                   |                                                     |                            |
| 試合                 | 勝者                                              | 敗者                                                | 試合結果                   |
| 男子ダブルス準決勝   | ユルゲン・メルツァー フィリップ・ペッツシュナー   | ウェスリー・ムーディ [7] ディック・ノーマン [7]     | 7–6(3), 6–3, 3–6, 5–7, 6–3 |
| 混合ダブルス準々決勝 | マルセロ・メロ [10] レネ・スタブス [10]           | グザビエ・マリス キム・クライシュテルス             | 7–6(3), 7–6(3)             |
| 混合ダブルス準々決勝 | ウェスリー・ムーディ [11] リサ・レイモンド [11]   | ユリアン・ノール ヤロスロワ・シュウェドワ           | 7–6(8), 3–6, 6–2           |

### 11日目 (7月2日)
- シード落ち:
  - 男子シングルス:  ノバク・ジョコビッチ,  アンディ・マリー
  - 女子ダブルス:  ヒセラ・ドゥルコ /  フラビア・ペンネッタ,  リーゼル・フーバー /  ベサニー・マテック＝サンズ
  - 混合ダブルス:  ルーカス・ドロウヒー /  イベタ・ベネソバ,  マルセロ・メロ /  レネ・スタブス

試合日程
| メインコートの試合   | メインコートの試合                              | メインコートの試合                                    | メインコートの試合 |
| センターコート       | センターコート                                  | センターコート                                        | センターコート     |
| 試合                 | 勝者                                            | 敗者                                                  | 試合結果           |
| -------------------- | ----------------------------------------------- | ----------------------------------------------------- | ------------------ |
| 男子シングルス準決勝 | トマーシュ・ベルディハ [12]                     | ノバク・ジョコビッチ [3]                              | 6–3, 7–6(9), 6–3   |
| 男子シングルス準決勝 | ラファエル・ナダル [2]                          | アンディ・マリー [4]                                  | 6–4, 7–6(6), 6–4   |
| 女子ダブルス招待部門 | マルチナ・ナブラチロワ ヤナ・ノボトナ           | イラナ・クロス ロザリン・ニデファー                   | 6–3, 6–1           |
| No. 1コート          |                                                 |                                                       |                    |
| 試合                 | 勝者                                            | 敗者                                                  | 試合結果           |
| 女子ダブルス準決勝   | エレーナ・ベスニナ ベラ・ズボナレワ             | ヒセラ・ドゥルコ [4] フラビア・ペンネッタ [4]         | 6–3, 6–1           |
| 女子ダブルス準決勝   | バニア・キング ヤロスロワ・シュウェドワ         | リーゼル・フーバー [5] ベサニー・マテック＝サンズ [5] | 6–4, 6–4           |
| 混合ダブルス準決勝   | リーンダー・パエス [2] カーラ・ブラック [2]     | ルーカス・ドロウヒー [9] イベタ・ベネソバ [9]         | 6–3, 6–3           |
| 混合ダブルス準決勝   | ウェスリー・ムーディ [11] リサ・レイモンド [11] | マルセロ・メロ [10] レネ・スタブス [10]               | 6–4, 6–4           |

### 12日目 (7月3日)
- シード落ち:
  - 女子シングルス:  ベラ・ズボナレワ
  - 男子ダブルス:  ロベルト・リンドステット /  ホリア・テカウ

試合日程
| メインコートの試合         | メインコートの試合                              | メインコートの試合                                | メインコートの試合 |
| センターコート             | センターコート                                  | センターコート                                    | センターコート     |
| 試合                       | 勝者                                            | 敗者                                              | 試合結果           |
| -------------------------- | ----------------------------------------------- | ------------------------------------------------- | ------------------ |
| 女子シングルス決勝         | セリーナ・ウィリアムズ [1]                      | ベラ・ズボナレワ [21]                             | 6–3, 6–2           |
| 男子ダブルス決勝           | ユルゲン・メルツァー フィリップ・ペッツシュナー | ロベルト・リンドステット [16] ホリア・テカウ [16] | 6–1, 7–5, 7–5      |
| 女子ダブルス決勝           | バニア・キング ヤロスロワ・シュウェドワ         | エレーナ・ベスニナ ベラ・ズボナレワ               | 7–6(6), 6–2        |
| No. 1コート                |                                                 |                                                   |                    |
| 試合                       | 勝者                                            | 敗者                                              | 試合結果           |
| ジュニア女子シングルス決勝 | クリスティナ・プリスコバ [9]                    | 石津幸恵 [10]                                     | 6–3, 4–6, 6–4      |
| 男子ダブルス招待部門       | Donald Johnson Jared Palmer                     | Mark Petchey Chris Wilkinson                      | 6–3, 7–6(3)        |
| 男子ダブルス招待部門       | ジャスティン・ギメルストブ トッド・マーティン   | ウェイン・フェレイラ エフゲニー・カフェルニコフ   | 6–4, 7–5           |

### 13日目 (7月4日)
- シード落ち:
  - 男子シングルス:  トマーシュ・ベルディハ
  - 混合ダブルス:  ウェスリー・ムーディ /  リサ・レイモンド

試合日程
| メインコートの試合         | メインコートの試合                          | メインコートの試合                              | メインコートの試合 |
| センターコート             | センターコート                              | センターコート                                  | センターコート     |
| 試合                       | 勝者                                        | 敗者                                            | 試合結果           |
| -------------------------- | ------------------------------------------- | ----------------------------------------------- | ------------------ |
| 男子シングルス決勝         | ラファエル・ナダル [2]                      | トマーシュ・ベルディハ [12]                     | 6–3, 7–5, 6–4      |
| 混合ダブルス決勝           | リーンダー・パエス [2] カーラ・ブラック [2] | ウェスリー・ムーディ [11] リサ・レイモンド [11] | 6–4, 7–6(5)        |
| No. 1コート                |                                             |                                                 |                    |
| 試合                       | 勝者                                        | 敗者                                            | 試合結果           |
| ジュニア男子シングルス決勝 | マートン・フチョビッチ [13]                 | ベンジャミン・ミッチェル [Q]                    | 6–4, 6–4           |
| 女子ダブルス招待部門       | マルチナ・ナブラチロワ ヤナ・ノボトナ       | トレーシー・オースチン キャシー・リナルディ     | 7–5, 6–0           |
| ジュニア男子ダブルス決勝   | リアム・ブロディ トム・ファーカーソン       | ルイス・バートン ジョージ・モーガン             | 7–6(4), 6–4        |

## シニア

### 男子シングルス
ラファエル・ナダル def.  トマーシュ・ベルディハ, 6–3, 7–5, 6–4

### 女子シングルス
セリーナ・ウィリアムズ def.  ベラ・ズボナレワ, 6–3, 6–2

### 男子ダブルス
ユルゲン・メルツァー /  フィリップ・ペッツシュナー def.  ロベルト・リンドステット /  ホリア・テカウ 6–1, 7–5, 7–5

### 女子ダブルス
バニア・キング /  ヤロスラワ・シュウェドワ def.  エレーナ・ベスニナ /  ベラ・ズボナレワ, 7–6(6), 6–2

### 混合ダブルス
リーンダー・パエス /  カーラ・ブラック def.  ウェスリー・ムーディ /  リサ・レイモンド, 6–4, 7–6(5)

## ジュニア

### 男子シングルス
マートン・フチョビッチ def.  ベンジャミン・ミッチェル, 6–4, 6–4

### 女子シングルス
クリスティナ・プリスコバ def.  石津幸恵, 6–3, 4–6, 6–4

### 男子ダブルス
リアム・ブロディ /  トム・ファーカーソン def.  ルイス・バートン /  ジョージ・モーガン, 7–6(4), 6–4

### 女子ダブルス
ティメア・バボシュ /  スローン・ステファンス def.  イリーナ・クロマチェワ /  エリナ・スビトリナ , 6–7(7), 6–2, 6–2

## その他のイベント

### 男子ダブルス招待部門
ドナルド・ジョンソン /  ジャレド・パーマー def.  ウェイン・フェレイラ /  エフゲニー・カフェルニコフ, 6–3, 6–2

### シニア男子ダブルス招待部門
パット・キャッシュ /  マーク・ウッドフォード def.  ジェレミー・ベイツ /  アンダース・ヤリード, 6–2, 7–6(5)

### 女子ダブルス招待部門
マルチナ・ナブラチロワ /  ヤナ・ノボトナ def.  トレーシー・オースチン /  キャシー・リナルディ, 7–5, 6–0

### 車いす男子ダブルス
ロビン・アマラーン /  ステファン・オルソン def.  ステファン・ウデ /  国枝慎吾, 6–4, 7–6(4)

### 車いす女子ダブルス
エステル・フェルヘール /  シャロン・ワラベン def.  ダニエラ・ディトーロ /  ルーシー・シューカー, 6–2, 6–3

## シングルスシード選手
以下は男女シングルス部門のシード選手と、シード圏内の選手で本大会への出場を辞退した選手の一覧である。

### 男子シングルス
本大会の男子シングルス部門は純粋にランクの上位順にシードが決まるその他のツアー大会と違い、グラスコートで好成績を残している選手がより上位シードになる特殊なシード算出ルールを採用している。シードの振り分けは以下で説明する算出ルールで合算したポイントの上位順で行われる。
- 大会直前のシングルスATPポイント
- 上記に過去12ヶ月間に出場したグラスコートサーフェスでのシングルス獲得ポイントを100%加える。
- 更に上記に過去12ヶ月間で最も獲得ポイントが多かったグラスコートサーフェス大会のシングルス獲得ポイントを75%にして加える。

| シード | 順位 | 選手                             | 大会時ポイント | 防衛ポイント | 獲得ポイント | 大会後ポイント | 結果                                                 |
| ------ | ---- | -------------------------------- | -------------- | ------------ | ------------ | -------------- | ---------------------------------------------------- |
| 1      | 2    | ロジャー・フェデラー             | 8,525          | 2000         | 360          | 6,885          | 準々決勝敗退 (VS トマーシュ・ベルディハ [12])        |
| 2      | 1    | ラファエル・ナダル               | 8,745          | 0            | 2000         | 10,745         | 優勝                                                 |
| 3      | 3    | ノバク・ジョコビッチ             | 6,545          | 360          | 720          | 6,905          | 準決勝敗退 (VS トマーシュ・ベルディハ [12])          |
| 4      | 4    | アンディ・マリー                 | 5,155          | 720          | 720          | 5,155          | 準決勝敗退 (VS ラファエル・ナダル [2])               |
| 5      | 7    | アンディ・ロディック             | 4,510          | 1200         | 180          | 3,490          | 4回戦敗退 (VS 盧彦勳)                                |
| 6      | 6    | ロビン・セーデリング             | 4,755          | 180          | 360          | 4,935          | 準々決勝敗退 (VS ラファエル・ナダル [2])             |
| 7      | 5    | ニコライ・ダビデンコ             | 4,785          | 90           | 45           | 4,740          | 2回戦敗退 (VS ダニエル・ブランズ)                    |
| 8      | 9    | フェルナンド・ベルダスコ         | 3,645          | 180          | 10           | 3,475          | 1回戦敗退 (VS ファビオ・フォニーニ)                  |
| 9      | 11   | ダビド・フェレール               | 3,010          | 90           | 180          | 3,100          | 4回戦敗退 (VS ロビン・セーデリング [6])              |
| 10     | 10   | ジョー＝ウィルフリード・ツォンガ | 3,185          | 90           | 360          | 3,455          | 準々決勝敗退 (VS アンディ・マリー [4])               |
| 11     | 12   | マリン・チリッチ                 | 2,945          | 90           | 10           | 2,865          | 1回戦敗退 (VS フロリアン・マイヤー)                  |
| 12     | 13   | トマーシュ・ベルディハ           | 2,825          | 180          | 1200         | 3,845          | 準優勝 (VS ラファエル・ナダル [2])                   |
| 13     | 14   | ミハイル・ユージニー             | 2,665          | 10           | 45           | 2,700          | 2回戦敗退 (VS ポール＝アンリ・マチュー)              |
| 14     | 17   | フアン・カルロス・フェレーロ     | 2,095          | 360          | 10           | 1,745          | 1回戦敗退 (VS グザビエ・マリス)                      |
| 15     | 26   | レイトン・ヒューイット           | 1,565          | 360          | 180          | 1,385          | 4回戦敗退 (VS ノバク・ジョコビッチ [3])              |
| 16     | 16   | ユルゲン・メルツァー             | 2,125          | 90           | 180          | 2,215          | 4回戦敗退 (VS ロジャー・フェデラー [1])              |
| 17     | 15   | イワン・リュビチッチ             | 2,190          | 0            | 10           | 2,200          | 1回戦敗退 (VS ミハル・プルジシエツニ)                |
| 18     | 21   | サム・クエリー                   | 1,755          | 45           | 180          | 1,890          | 4回戦敗退 (VS アンディ・マリー [4])                  |
| 19     | 18   | ニコラス・アルマグロ             | 1,960          | 90           | 10           | 1,890          | 1回戦敗退 (VS アンドレアス・セッピ)                  |
| 20     | 23   | スタニスラス・ワウリンカ         | 1,690          | 180          | 10           | 1,520          | 1回戦敗退 (VS デニス・イストミン)                    |
| 21     | 20   | ガエル・モンフィス               | 1,905          | 0            | 90           | 1,995          | 3回戦敗退 (VS レイトン・ヒューイット [15])           |
| 22     | 30   | フェリシアーノ・ロペス           | 1,455          | 10           | 90           | 1,535          | 3回戦敗退 (VS ユルゲン・メルツァー [16])             |
| 23     | 19   | ジョン・イスナー                 | 1,925          | 0(45)        | 45           | 1,925          | 2回戦敗退 (VS ティエモ・デ・バッカー)                |
| 24     | 27   | マルコス・バグダティス           | 1,545          | 0            | 10           | 1,555          | 1回戦敗退 (VS ルカシュ・ラツコ)                      |
| 25     | 24   | トマス・ベルッシ                 | 1,652          | 0(20)        | 90           | 1,722          | 3回戦敗退 (VS ロビン・セーデリング [6])              |
| 26     | 32   | ジル・シモン                     | 1,305          | 180          | 90           | 1,215          | 3回戦敗退 (VS アンディ・マリー [4])                  |
| 28     | 31   | アルベルト・モンタニェス         | 1,405          | 90           | 90           | 1,405          | 3回戦敗退 (VS ノバク・ジョコビッチ [3])              |
| 29     | 35   | フィリップ・コールシュライバー   | 1,230          | 90           | 90           | 1,230          | 3回戦敗退 (VS アンディ・ロディック [5])              |
| 30     | 36   | トミー・ロブレド                 | 1,155          | 90           | 10           | 1,075          | 1回戦敗退 (VS ピーター・ルクザック)                  |
| 31     | 37   | ビクトル・ハネスク               | 1,070          | 45           | 90           | 1,115          | 3回戦敗退 (VS ダニエル・ブランズ)                    |
| 32     | 38   | ジュリアン・ベネトー             | 1,059          | 10           | 180          | 1,229          | 4回戦敗退 (VS ジョー＝ウィルフリード・ツォンガ [10]) |
| 33     | 39   | フィリップ・ペッシュナー         | 1,055          | 90           | 90           | 1,055          | 3回戦敗退 (VS ラファエル・ナダル [2])                |

### 欠場選手
| 順位 | 選手                             | 大会時ポイント | 防衛ポイント | 獲得ポイント | 大会後ポイント | 欠場理由                 |
| ---- | -------------------------------- | -------------- | ------------ | ------------ | -------------- | ------------------------ |
| 8    | フアン・マルティン・デル・ポトロ | 4,395          | 45           | 0            | 4,350          | 右手首の怪我により欠場   |
| 22   | フェルナンド・ゴンサレス         | 1,710          | 180          | 0            | 1,530          | 膝の怪我により欠場       |
| 25   | ラデク・ステパネク               | 1,645          | 180          | 0            | 1,465          | 膝の怪我により欠場       |
| 28   | フアン・モナコ                   | 1,475          | 10           | 0            | 1,465          | 手首の怪我により欠場     |
| 29   | エルネスツ・ガルビス             | 1,459          | 45           | 0            | 1,414          | 右太ももの怪我により欠場 |
| 33   | イボ・カロビッチ                 | 1,285          | 360          | 0            | 925            | 右足の怪我により欠場     |
| 34   | トミー・ハース                   | 1,230          | 720          | 0            | 510            | 右臀部の怪我により欠場   |

### 女子シングルス
女子シングルス部門は大会が設けるシード委員会の選定により決定される。過去にグラスコートサーフェスで顕著な成績を残した選手をシードにしたりシード順位を上げることもあるが、男子部門とは違い基本的に最新ランクを元にシードが振り分けられる。
| シード | 順位 | 選手                             | 大会時ポイント | 防衛ポイント | 獲得ポイント | 大会後ポイント | 結果                                            |
| ------ | ---- | -------------------------------- | -------------- | ------------ | ------------ | -------------- | ----------------------------------------------- |
| 1      | 1    | セリーナ・ウィリアムズ           | 8,475          | 2000         | 2000         | 8,475          | 優勝                                            |
| 2      | 2    | ビーナス・ウィリアムズ           | 6,506          | 1400         | 500          | 5,606          | 準々決勝敗退 (VS ツベタナ・ピロンコバ)          |
| 3      | 3    | キャロライン・ウォズニアッキ     | 5,630          | 280          | 280          | 5,630          | 4回戦敗退 (VS ペトラ・クビトバ)                 |
| 4      | 4    | エレナ・ヤンコビッチ             | 5,780          | 160          | 280          | 5,900          | 4回戦敗退 (VS ベラ・ズボナレワ [21])            |
| 5      | 6    | フランチェスカ・スキアボーネ     | 4,920          | 500          | 5            | 4,425          | 1回戦敗退 (VS ベラ・ドゥシェビナ)               |
| 6      | 7    | サマンサ・ストーサー             | 5,045          | 160          | 5            | 4,890          | 1回戦敗退 (VS カイア・カネピ [Q])               |
| 7      | 8    | アグニエシュカ・ラドワンスカ     | 3,950          | 500          | 280          | 3,730          | 4回戦敗退 (VS 李娜 [9])                         |
| 8      | 9    | キム・クライシュテルス           | 4,010          | 0            | 500          | 4,510          | 準々決勝敗退 (VS ベラ・ズボナレワ [21])         |
| 9      | 10   | 李娜                             | 3,416          | 160          | 500          | 3,756          | 準々決勝敗退 (VS セリーナ・ウィリアムズ [1])    |
| 10     | 11   | フラビア・ペンネッタ             | 3,450          | 160          | 160          | 3,450          | 3回戦敗退 (VS クララ・ザコパロバ)               |
| 11     | 12   | マリオン・バルトリ               | 3,246          | 160          | 280          | 3,366          | 4回戦敗退 (VS ツベタナ・ピロンコバ)             |
| 12     | 13   | ナディア・ペトロワ               | 3,195          | 280          | 160          | 3,075          | 3回戦敗退 (VS ジュスティーヌ・エナン [17])      |
| 13     | 14   | シャハー・ピアー                 | 3,175          | 100          | 100          | 3,175          | 2回戦敗退 (VS アンゲリク・ケルバー)             |
| 14     | 15   | ビクトリア・アザレンカ           | 3,430          | 500          | 160          | 3,090          | 3回戦敗退 (VS ペトラ・クビトバ)                 |
| 15     | 16   | ヤニナ・ウィックマイヤー         | 2,980          | 5            | 160          | 3,135          | 3回戦敗退 (VS ベラ・ズボナレワ [21])            |
| 16     | 17   | マリア・シャラポワ               | 3,080          | 100          | 280          | 3,260          | 4回戦敗退 (VS セリーナ・ウィリアムズ [1])       |
| 17     | 18   | ジュスティーヌ・エナン           | 3,135          | 0            | 280          | 3,415          | 4回戦敗退 (VS キム・クライシュテルス [8])       |
| 18     | 19   | アラバン・レザイ                 | 2,825          | 100          | 100          | 2,825          | 2回戦敗退 (VS クララ・ザコパロバ)               |
| 19     | 20   | スベトラーナ・クズネツォワ       | 2,940          | 160          | 100          | 2,880          | 2回戦敗退 (VS アナスタシア・ロディオノワ)       |
| 21     | 22   | ベラ・ズボナレワ                 | 2,725          | 160          | 1400         | 3,965          | 準優勝 (VS セリーナ・ウィリアムズ [1])          |
| 23     | 24   | 鄭潔                             | 2,296          | 100          | 100          | 2,296          | 2回戦敗退 (VS ペトラ・クビトバ)                 |
| 24     | 25   | ダニエラ・ハンチュコバ           | 2,285          | 280          | 100          | 2,105          | 2回戦敗退 (VS バルボラ・ザフラボバ・ストリコバ) |
| 25     | 26   | ルーシー・サファロバ             | 2,075          | 5            | 5            | 2,075          | 1回戦敗退 (VS ドミニカ・チブルコバ)             |
| 26     | 27   | アリサ・クレイバノワ             | 2,010          | 100          | 160          | 2,070          | 3回戦敗退 (VS ビーナス・ウィリアムズ [2])       |
| 27     | 28   | マリア・キリレンコ               | 1,985          | 100          | 160          | 2,045          | 3回戦敗退 (VS キム・クライシュテルス [8])       |
| 28     | 29   | アリョーナ・ボンダレンコ         | 1,855          | 5            | 160          | 2,010          | 3回戦敗退 (VS エレナ・ヤンコビッチ [4])         |
| 29     | 30   | アナスタシア・パブリュチェンコワ | 1,850          | 100          | 160          | 1,910          | 3回戦敗退 (VS キャロライン・ウォズニアッキ [3]) |
| 30     | 31   | ヤロスラワ・シュウェドワ         | 1,860          | 100          | 100          | 1,860          | 2回戦敗退 (VS レジーナ・クリコワ)               |
| 31     | 32   | アレクサンドラ・ドゥルゲル       | 1,855          | 0(30)        | 160          | 1,985          | 3回戦敗退 (VS カイア・カネピ [Q])               |
| 32     | 33   | サラ・エラニ                     | 1,660          | 100          | 160          | 1,720          | 3回戦敗退 (VS アグニエシュカ・ラドワンスカ [7]) |
| 33     | 34   | メラニー・ウダン                 | 1,513          | 280          | 100          | 1,333          | 2回戦敗退 (VS ヤルミラ・グロート)               |
| 34     | 35   | カテリナ・ボンダレンコ           | 1,481          | 100          | 5            | 1,386          | 1回戦敗退 (VS グレタ・アルン [Q])               |

### 欠場選手
| 順位 | 選手                                   | 大会時ポイント | 防衛ポイント | 獲得ポイント | 大会後ポイント | 欠場理由                   |
| ---- | -------------------------------------- | -------------- | ------------ | ------------ | -------------- | -------------------------- |
| 5    | エレーナ・デメンチェワ                 | 5,570          | 900          | 0            | 4,670          | ふくらはぎの怪我により欠場 |
| 21   | ディナラ・サフィナ                     | 2,632          | 900          | 0            | 1,732          | 腰の怪我により欠場         |
| 23   | マリア・ホセ・マルティネス・サンチェス | 2,540          | 5            | 0            | 2,535          | 膝の怪我により欠場         |

## 主催者推薦
| 1. ジェイミー・ベイカー 2. ティムラズ・ガバシュビリ 3. ニコラス・キーファー 4. アンドレイ・クズネツォフ 5. 錦織圭 | 1. ノッパワン・ルートチワカーン 2. ケイティ・オブライエン 3. アリソン・リスク 4. ローラ・ロブソン 5. シャネル・シェパーズ 6. メラニー・サウス 7. ヘザー・ワトソン |

| 1. アレックス・ボグダノビッチ / アレクサンダー・スラビンスキー 2. ジェイミー・デルガド / ジョシュア・グドール 3. クリス・イートン / ドミニク・イングロット 4. ジョナサン・マレー / ジェイミー・マレー | 1. ナオミ・ブロディー / ケイティ・オブライエン 2. ナオミ・ブロディー / アンナ・スミス 3. アン・ケタボング / メラニー・サウス 4. サリー・ピアーズ / ローラ・ロブソン |

### 混合ダブルス
1. ボブ・ブライアン /  リンゼイ・ダベンポート
2. コリン・フレミング /  サラ・ボーウェル
3. ロス・ハッチンス /  アン・ケタボング
4. ジョナサン・マレー /  アンナ・スミス
5. ジェイミー・マリー /  ローラ・ロブソン

## 予選勝者
| 1. ギリェルモ・アルカイデ 2. カースティン・ボール 3. リカルダス・ベランキス 4. イリヤ・ボゾリャック 5. テイラー・デント 6. リック・デフェスト 7. イワン・ドディグ 8. ブレンダン・エバンス 9. マルティン・フィッシャー 10. ジェス・ウタ・ガルング 11. マルセル・イルハン 12. トビアス・カンケ 13. ロバート・ケンドリック 14. ニコラ・マユ 15. バーナード・トミック 16. ジェシー・ウィッテン その他以下の6名がラッキールーザーとして本戦に繰り上がった。 1. ラモン・デルガド 2. ステファン・クーベック 3. ジェシー・レヴィン 4. ユリアン・ライスター 5. 添田豪 6. ライアン・スウィーティング | 1. グレタ・アルン 2. エレニ・ダニリドゥ 3. アンドレア・フラバーチコバ 4. カイア・カネピ 5. ヌリア・リャゴステラ・ビベス 6. ミリヤナ・ルチッチ 7. ベサニー・マテック＝サンズ 8. 奈良くるみ 9. モニカ・ニクレスク 10. ロミナ・オプランディ 11. シーネイ・ペリー 12. アナスタシア・ヤキモワ その他以下の2名がラッキールーザーとして本戦に繰り上がった。 1. ステファニー・デュボア 2. アナスタシア・ピボバロワ |

| 1. イリヤ・ボゾリャック / ハルシュ・マンカド 2. リック・デフェスト / ミーシャ・ズベレフ 3. ソムデブ・デブバルマン / トレト・ユーイ 4. ジェシー・レヴィン / ライアン・スウィーティング | 1. ジル・クレイバス / マリーナ・エラコビッチ 2. エレニ・ダニリドゥ / ヤスミン・ヴェール 3. カイア・カネピ / 張帥 4. マリヤ・コリツェワ / ダリヤ・クツォバ |

## 獲得ポイント
| ステージ     | 男子シングルス | 男子ダブルス | 女子シングルス | 女子ダブルス |
| ------------ | -------------- | ------------ | -------------- | ------------ |
| 優勝         | 2000           | 2000         | 2000           | 2000         |
| 準優勝       | 1200           | 1200         | 1400           | 1400         |
| ベスト4      | 720            | 720          | 900            | 900          |
| ベスト8      | 360            | 360          | 500            | 500          |
| Round of 16  | 180            | 180          | 280            | 280          |
| Round of 32  | 90             | 90           | 160            | 160          |
| Round of 64  | 45             | 0            | 100            | 5            |
| Round of 128 | 10             | –            | 5              | –            |
| 予選勝者     | 25             | –            | 60             | –            |
| 予選決勝     | 16             | –            | 50             | –            |
| 予選2回戦    | 8              | –            | 40             | –            |
| 予選1回戦    | 0              | –            | 2              | –            |

## 賞金額
本大会の賞金はポンド建て(£)で支払われる。ダブルスはペアでの賞金額となる。
| - 優勝: £1,000,000 - 準優勝: £500,000 - ベスト4: £250,000 - ベスト8: £125,000 - 4回戦: £62,500 - 3回戦: £31,250 - 2回戦: £18,750 - 1回戦: £11,250 | - 優勝: £324,000 - 準優勝: £120,000 - ベスト4: £60,000 - ベスト8: £30,000 - 3回戦: £16,000 - 2回戦: £9,000 - 1回戦: £5,250 | - 優勝: £92,000 - 準優勝: £46,000 - ベスト4: £23,000 - ベスト8: £10,500 - 3回戦: £5,200 - 2回戦: £2,600 - 1回戦: £1,300 |

## 放送局
大会の模様は世界各国の以下TV局で放送される。
- ヨーロッパ全域: ユーロスポーツ
  -  アルバニア: スーパースポーツアルバニア, M Ryci Ltd
  -  ベルギー: RTBF, VRT
  -  ボスニア・ヘルツェゴビナ: Sport Klub
  -  ブルガリア: Diema Vision Plc, TV Sedem JSC, TV7
  -  クロアチア: HRT
  -  チェコ: Nova Sport[17]
  -  デンマーク: TV2 Sport
  -  フランス: Canal+
  -  ドイツ: Sky
  -  ギリシャ: Netmed Hellas
  -  アイルランド: TG4
  -  イタリア: Sky Sport Italy
  -  リトアニア: Sport 1
  -  マケドニア: Sport Klub
  -  マルタ: Go Multiplus
  -  モンテネグロ: Sport Klub
  -  オランダ: NOS, SBS, Sport 1, Utd Football Broadcasting
  -  ノルウェー: Canal+
  -  ポーランド: Polsat
  -  ポルトガル: Sport TV
  -  ルーマニア: MPI / Sport Radio TV
  -  ロシア: NTV Plus
  -  セルビア: Sport Klub, B92
  -  スロバキア: Nova Sport[17]
  -  スロベニア: Sport Klub
  -  スペイン: Canal+
  -  スウェーデン: TV4,, SSR TV
  -  スイス: スイス放送協会
  -  トルコ: Media Eye
  -  イギリス: BBC

- アメリカ合衆国: NBC, ESPN, テニスチャンネル
- カナダ: RDS, TSN
- オーストラリア: Nine Network, Fox Sports
- 日本: WOWOW, NHK, GAORA
- アジア地域: Star Sports
- ベネズエラ: Meridiano
- ナイジェリア: NRK
- サハラ以南地域: ART
- ニュージーランド: Sky Sport, TVNZ
- 南アフリカ共和国: Supersport
- その他: Fiji Tv